# 地質・鉱物天然記念物一覧
地質・鉱物天然記念物一覧（ちしつ・こうぶつてんねんきねんぶついちらん）は、日本の文部科学大臣が指定する地質・鉱物の天然記念物の一覧。
2022年3月15日現在、「地質・鉱物」に分類された天然記念物は261件、そのうち特別天然記念物は20件。

## 指定基準
文部科学省による天然記念物、特別天然記念物の指定基準は以下の通り。

## 特別天然記念物
北海道、東北地方
- 昭和新山〔北海道有珠郡壮瞥町〕1951年天然記念物指定、1957年特別天然記念物指定、地10。
- 夏油温泉の石灰華〔岩手県北上市〕1941年天然記念物指定、1957年特別天然記念物指定、地8。
- 根反の大珪化木〔岩手県二戸郡一戸町〕1936年天然記念物指定、1952年特別天然記念物指定、地1。
- 焼走り熔岩流〔岩手県八幡平市〕1944年天然記念物指定、1952年特別天然記念物指定、地5・地10。
- 鬼首の雌釜および雄釜間歇温泉〔宮城県大崎市〕1933年天然記念物指定、1952年特別天然記念物指定、地8。
- 玉川温泉の北投石〔秋田県仙北市〕1922年天然記念物指定、1952年特別天然記念物指定、地1・地8。

関東地方
- 浅間山熔岩樹型〔群馬県吾妻郡嬬恋村〕1940年天然記念物指定、1952年特別天然記念物指定、地2・地7・地10。
- 御岳の鏡岩〔埼玉県児玉郡神川町〕1940年天然記念物指定、1956年特別天然記念物指定、地1・地5。

中部地方
- 魚津埋没林〔富山県魚津市〕1936年天然記念物指定、1955年特別天然記念物指定、地1・地5。
- 薬師岳の圏谷群〔富山県富山市〕1945年天然記念物指定、1952年特別天然記念物指定、地11。
- 岩間の噴泉塔群〔石川県白山市〕1954年天然記念物指定、1957年特別天然記念物指定、地8。
- 鳴沢熔岩樹型〔山梨県南都留郡鳴沢村〕1929年天然記念物指定、1952年特別天然記念物指定、地6・地10。
- 白骨温泉の噴湯丘と球状石灰石〔長野県松本市〕1922年天然記念物指定、1952年特別天然記念物指定、地8。
- 根尾谷断層〔岐阜県本巣市〕1927年天然記念物指定、1952年特別天然記念物指定、地5。
- 根尾谷の菊花石〔岐阜県本巣市〕1941年天然記念物指定、1952年特別天然記念物指定、地1・地7。
- 湧玉池〔静岡県富士宮市〕1944年天然記念物指定、1952年特別天然記念物指定、地10。

中国地方
- 大根島の熔岩隧道〔島根県松江市〕1931年天然記念物指定、1952年特別天然記念物指定、地6・地10。
- 秋吉台〔山口県美祢市〕1961年天然記念物指定、1964年特別天然記念物指定、地9・地3・地1・地6。
- 秋芳洞〔山口県美祢市〕1922年天然記念物指定、1952年特別天然記念物指定、地6・地9。

四国地方
- 八釜の甌穴群〔愛媛県上浮穴郡久万高原町〕1934年天然記念物指定、1952年特別天然記念物指定、地9。

## 天然記念物

### 北海道、東北地方
北海道
- エゾミカサリュウ化石〔三笠市〕
- オンネトー湯の滝マンガン酸化物生成地〔足寄郡足寄町〕
- 名寄鈴石〔名寄市〕
- 名寄高師小僧〔名寄市〕
- 根室車石〔根室市〕
- 夕張岳の高山植物群落および蛇紋岩メランジュ帯〔夕張市・空知郡南富良野町〕

青森県
- 仏宇多（仏ヶ浦）〔下北郡佐井村〕

岩手県
- 安家洞〔下閉伊郡岩泉町〕
- 岩泉湧窟およびコウモリ〔下閉伊郡岩泉町〕
- 厳美渓〔一関市〕
- 浪打峠の交叉層〔二戸郡一戸町〕
- 姉帯小鳥谷根反の珪化木地帯〔二戸郡一戸町〕
- 葛根田の大岩屋〔岩手郡雫石町〕
- 館ヶ崎角岩岩脈〔大船渡市〕
- 樋口沢ゴトランド紀化石産地〔大船渡市〕
- 碁石海岸〔大船渡市〕
- 崎山の潮吹穴〔宮古市〕
- 崎山の蝋燭岩〔宮古市〕

宮城県
- 十八鳴浜及び九九鳴き浜〔気仙沼市〕
- 歌津館崎の魚竜化石産地および魚竜化石〔本吉郡南三陸町〕
- 球状閃緑岩〔白石市〕
- 小原の材木岩〔白石市〕
- 姉滝〔仙台市太白区〕

秋田県
- 象潟〔にかほ市〕
- 鳥海山獅子ヶ鼻湿原植物群落及び新山溶岩流末端崖と湧水群〔にかほ市〕
- 千屋断層〔仙北郡美郷町〕
- 男鹿目潟火山群一ノ目潟〔男鹿市〕
- 筑紫森岩脈〔秋田市〕
- 鮞状珪石および噴泉塔〔湯沢市〕 - 「鮞」は魚へんに而

福島県
- 鹿島神社のペグマタイト岩脈〔郡山市〕
- 入水鍾乳洞〔田村市〕
- 塔の岪（ヘツリ）〔南会津郡下郷町〕 - 「岪」は山かんむりに弗
- 見祢の大石〔耶麻郡猪苗代町〕

### 関東地方
栃木県
- 湯沢噴泉塔〔日光市〕
- 名草の巨石群〔足利市〕

群馬県
- 三波石峡〔群馬県藤岡市・埼玉県児玉郡神川町〕
- 岩神の飛石〔前橋市〕
- 生犬穴〔多野郡上野村〕
- 上野村亀甲石産地〔多野郡上野村〕
- 川原湯岩脈（臥龍岩および昇龍岩）〔吾妻郡長野原町〕
- 吹割渓ならびに吹割瀑〔沼田市〕
- 六合チャツボミゴケ生物群集の鉄鉱生成地〔吾妻郡中之条町〕

埼玉県
- 長瀞〔秩父郡長瀞町・皆野町〕
- 三波石峡〔群馬県藤岡市・埼玉県児玉郡神川町〕
- 古秩父湾堆積層及び海棲哺乳類化石群〔秩父市・長瀞町・皆野町・小鹿野町・横瀬町〕

千葉県
- 犬吠埼の白亜紀浅海堆積物〔銚子市〕
- 屏風ケ浦〔銚子市〕
- 木下貝層〔印西市〕
- 養老川流域田淵の地磁気逆転地層〔市原市〕

東京都
- 小笠原南島の沈水カルスト地形〔小笠原村〕

神奈川県
- 諸磯の隆起海岸〔三浦市〕
- 旧相模川橋脚〔茅ヶ崎市〕

### 中部地方
新潟県
- 青海川の硬玉産地及び硬玉岩塊〔糸魚川市〕
- 小滝川硬玉産地〔糸魚川市〕
- 清津峡〔南魚沼郡湯沢町・十日町市〕
- 田代の七ツ釜〔中魚沼郡津南町・十日町市〕
- 笹川流〔村上市〕
- 佐渡小木海岸〔佐渡市〕
- 平根崎の波蝕甌穴群〔佐渡市〕
- 糸魚川市根知の糸魚川-静岡構造線〔糸魚川市〕

富山県
- 飯久保の瓢箪石〔氷見市〕
- 猪谷の背斜・向斜〔富山市〕
- 真川の跡津川断層〔富山市〕
- 横山楡原衝上断層〔富山県富山市・岐阜県飛騨市〕
- 称名滝〔中新川郡立山町〕
- 立山の山崎圏谷〔中新川郡立山町〕
- 新湯の玉滴石産地〔富山市〕

石川県
- 曽々木海岸〔輪島市〕
- 山科の大桑層化石産地と甌穴〔金沢市〕
- 手取川流域の珪化木産地〔白山市〕

福井県
- 東尋坊〔坂井市〕
- 勝山恐竜化石群及び産地〔勝山市〕

山梨県
- 燕岩岩脈〔甲府市〕
- 新倉の糸魚川-静岡構造線〔南巨摩郡早川町〕
- 雁ノ穴〔富士吉田市〕
- 吉田胎内樹型〔富士吉田市〕
- 神座風穴 附 蒲鉾穴および眼鏡穴〔南都留郡鳴沢村〕
- 大室洞穴〔南都留郡鳴沢村〕
- 鳴沢氷穴〔南都留郡鳴沢村〕
- 忍野八海〔南都留郡忍野村〕
- 西湖蝙蝠穴およびコウモリ〔南都留郡富士河口湖町〕
- 船津胎内樹型〔南都留郡富士河口湖町〕
- 富岳風穴〔南都留郡富士河口湖町〕
- 富士風穴〔南都留郡富士河口湖町〕
- 本栖風穴〔南都留郡富士河口湖町〕
- 龍宮洞穴〔南都留郡富士河口湖町〕

長野県
- 横川の蛇石〔上伊那郡辰野町〕
- 四阿山の的岩〔上田市〕
- 高瀬渓谷の噴湯丘と球状石灰石〔大町市〕
- 渋の地獄谷噴泉〔下高井郡山ノ内町〕
- 中房温泉の膠状珪酸および珪華〔安曇野市〕
- 大鹿村の中央構造線（北川露頭・安康露頭）〔下伊那郡大鹿村〕

岐阜県
- 鬼岩〔可児郡御嵩町・瑞浪市〕
- 美濃の壺石〔土岐市〕
- 傘岩〔恵那市〕
- 飛水峡の甌穴群〔加茂郡七宗町〕
- 福地の化石産地〔高山市〕
- 横山楡原衝上断層〔富山県富山市・岐阜県飛騨市〕

静岡県
- 印野の熔岩隧道〔御殿場市〕
- 駒門風穴〔御殿場市〕
- 楽寿園〔三島市〕
- 柿田川〔駿東郡清水町〕
- 丹那断層〔田方郡函南町〕
- 地震動の擦痕〔伊豆の国市〕
- 手石の弥陀ノ岩屋〔賀茂郡南伊豆町〕
- 堂ヶ島天窓洞〔賀茂郡西伊豆町〕
- 白糸ノ滝〔富士宮市〕
- 万野風穴〔富士宮市〕
- 白羽の風蝕礫産地〔御前崎市〕
- 大室山〔伊東市〕

愛知県
- 阿寺の七滝〔新城市〕
- 乳岩および乳岩峡〔新城市〕
- 馬背岩〔新城市〕
- 鳳来寺山〔新城市〕
- 猿投山の球状花崗岩〔豊田市〕

### 近畿地方
三重県
- 瀞八丁〔和歌山県新宮市・三重県熊野市・奈良県吉野郡十津川村〕
- 熊野の鬼ケ城 附 獅子巖〔熊野市〕
- 月出の中央構造線〔松阪市〕
- 須賀利大池及び小池〔尾鷲市〕

滋賀県
- 鎌掛の屏風岩〔蒲生郡日野町〕
- 別所高師小僧〔蒲生郡日野町〕
- 綿向山麓の接触変質地帯〔蒲生郡日野町〕
- 石山寺硅灰石〔大津市〕
- アケボノゾウ化石多賀標本〔犬上郡多賀町〕

京都府
- 郷村断層〔京丹後市〕
- 琴引浜〔京丹後市〕
- 東山洪積世植物遺体包含層〔京都市東山区〕
- 薭田野の菫青石仮晶〔亀岡市〕

兵庫県
- 鎧袖〔美方郡香美町〕
- 但馬御火浦〔美方郡新温泉町・香美町〕
- 玄武洞〔豊岡市〕
- 神戸丸山衝上断層〔神戸市長田区〕
- 觜崎ノ屏風岩〔たつの市〕
- 野島断層〔淡路市〕

奈良県
- 屏風岩、兜岩および鎧岩〔宇陀郡曽爾村〕
- 瀞八丁〔和歌山県新宮市・三重県熊野市・奈良県吉野郡十津川村〕

和歌山県
- 瀞八丁〔和歌山県新宮市・三重県熊野市・奈良県吉野郡十津川村〕
- 橋杭岩〔東牟婁郡串本町〕
- 古座川の一枚岩〔東牟婁郡古座川町〕
- 高池の虫喰岩〔東牟婁郡古座川町〕
- 栗栖川亀甲石包含層〔田辺市〕
- 神島〔田辺市〕
- 鳥巣半島の泥岩岩脈〔田辺市〕
- 白浜の化石漣痕〔西牟婁郡白浜町〕
- 白浜の泥岩岩脈〔西牟婁郡白浜町〕
- 門前の大岩〔日高郡由良町〕

### 中国地方
鳥取県
- 浦富海岸〔岩美郡岩美町〕
- 鳥取砂丘〔鳥取市〕

島根県
- 隠岐海苔田ノ鼻〔隠岐郡隠岐の島町〕
- 隠岐国賀海岸〔隠岐郡西ノ島町〕
- 隠岐知夫赤壁〔隠岐郡知夫村〕
- 隠岐白島海岸〔隠岐郡隠岐の島町〕
- 岩屋寺の切開〔仁多郡奥出雲町〕
- 鬼舌振〔仁多郡奥出雲町〕
- 唐音の蛇岩〔益田市〕
- 石見畳ヶ浦〔浜田市〕
- 三瓶小豆原埋没林〔大田市〕
- 松代鉱山の霰石産地〔大田市〕
- 波根西の珪化木〔大田市〕
- 立久恵〔出雲市〕
- 潜戸〔松江市〕
- 多古の七ツ穴〔松江市〕
- 大根島第二熔岩隧道〔松江市〕
- 築島の岩脈〔松江市〕
- 琴ヶ浜〔大田市〕
- 青野山〔鹿足郡津和野町〕

岡山県
- 白石島の鎧岩〔笠岡市〕
- 象岩〔倉敷市〕
- 大賀の押被〔高梁市〕
- 草間の間歇冷泉〔新見市〕
- 羅生門〔新見市〕

広島県
- 押ヶ垰断層帯〔山県郡安芸太田町・廿日市市〕
- 久井・矢野の岩海〔三原市・府中市〕
- 船佐・山内逆断層帯〔安芸高田市・三次市・庄原市〕
- 雄橋〔庄原市〕

山口県
- 岩屋観音窟〔岩国市〕
- 吉部の大岩郷〔宇部市〕
- 景清穴〔美祢市〕
- 大正洞〔美祢市〕
- 万倉の大岩郷〔美祢市〕
- 中尾洞〔美祢市〕
- 須佐高山の磁石石〔萩市〕
- 須佐湾〔萩市〕
- 青海島〔長門市〕
- 俵島〔長門市〕
- 龍宮の潮吹〔長門市〕
- 石柱渓〔下関市〕
- 大吼谷蝙蝠洞〔下関市〕

### 四国地方
徳島県
- 阿波の土柱〔阿波市〕
- 宍喰浦の化石漣痕〔海部郡海陽町〕
- 坂州不整合〔那賀郡那賀町〕
- 大歩危小歩危〔三好市〕

香川県
- 円上島の球状ノーライト〔観音寺市〕
- 屋島〔高松市〕
- 絹島および丸亀島〔東かがわ市〕
- 鹿浦越のランプロファイヤ岩脈〔東かがわ市〕

愛媛県
- 砥部衝上断層〔伊予郡砥部町〕
- 八幡浜市大島のシュードタキライト及び変成岩類〔八幡浜市〕

高知県
- 千尋岬の化石漣痕〔土佐清水市〕
- 唐船島の隆起海岸〔土佐清水市〕
- 五色ノ浜の横浪メランジュ〔土佐市〕
- 大引割・小引割〔高岡郡仁淀川町・津野町〕
- 小鶴津の興津メランジュ及びシュードタキライト〔高岡郡四万十町〕
- 龍河洞〔香美市〕

### 九州、沖縄地方
福岡県
- 鷹巣山〔福岡県田川郡添田町・大分県中津市〕
- 青龍窟〔京都郡苅田町〕
- 千仏鍾乳洞〔北九州市小倉南区〕
- 平尾台〔北九州市小倉南区〕
- 夜宮の大珪化木〔北九州市戸畑区〕
- 長垂の含紅雲母ペグマタイト岩脈〔福岡市西区〕
- 名島の檣石〔福岡市東区〕
- 芥屋の大門〔糸島市〕
- 水縄断層〔久留米市〕
- 東峰村の阿蘇4火砕流堆積物及び埋没樹木〔朝倉郡東峰村〕

佐賀県
- 屋形石の七ツ釜〔唐津市〕
- 八藤丘陵の阿蘇4火砕流堆積物及び埋没林〔三養基郡上峰町〕

長崎県
- 七釜鍾乳洞〔西海市〕
- 斑島玉石甌穴〔北松浦郡小値賀町〕
- 平成新山〔島原市・雲仙市〕

熊本県
- 妙見浦〔天草市〕
- 米塚及び草千里ヶ浜〔阿蘇市阿蘇郡南阿蘇村〕
- 布田川断層帯〔上益城郡益城町〕

大分県
- 狩生鍾乳洞〔佐伯市〕
- 小半鍾乳洞〔佐伯市〕
- 風連洞窟〔臼杵市〕
- 大岩扇山〔玖珠郡玖珠町〕
- 小野川の阿蘇4火砕流堆積物及び埋没樹木群〔日田市〕
- 竹田の阿蘇火砕流堆積物〔竹田市〕
- 姫島の黒曜石産地〔東国東郡姫島村〕
- 耶馬渓猿飛の甌穴群〔中津市〕
- 鷹巣山〔福岡県田川郡添田町・大分県中津市〕

宮崎県
- 関の尾の甌穴〔都城市〕
- 青島の隆起海床と奇形波蝕痕〔宮崎市〕
- 七折鍾乳洞〔西臼杵郡日之影町〕
- 柘の滝鍾乳洞〔西臼杵郡高千穂町〕
- 五箇瀬川峡谷（高千穂峡谷）〔西臼杵郡高千穂町〕
- 猪崎鼻の堆積構造〔日南市〕
- 日向岬の柱状節理〔日向市〕

鹿児島県
- 志布志市夏井海岸の火砕流堆積物〔志布志市〕
- 天降川流域の火砕流堆積物〔霧島市〕
- 甑島長目の浜及び潟湖群の植物群落〔薩摩川内市〕
- 溝ノ口洞穴〔曽於市〕

沖縄県
- 塩川〔国頭郡本部町〕
- 喜屋武海岸及び荒崎海岸〔糸満市〕
- 名護市嘉陽層の褶曲〔名護市〕
- 下地島の通り池〔宮古島市〕
- 八重干瀬〔宮古島市〕
- 宮古島保良の石灰華段丘〔宮古島市〕
- 石垣島東海岸の津波石群〔石垣市〕
- 久米島町奥武島の畳石〔島尻郡久米島町〕
- サンニヌ台〔八重山郡与那国町〕

## 過去に指定されていた天然記念物
- 田辺の鬼橋岩〔和歌山県田辺市〕：昭和60年指定解除。浸食によって出来た巨大な岩橋だったが、崩落の危険性の為撤去された。

### 第二類として指定されていたもの
戦前の史蹟名勝天然紀念物保存法においては、「第一類（国家的なもの）」と「第二類（地方的なもの）」とに分けて指定することとなっていた。しかし第二類として指定されていた天然記念物のほとんどが、1956年（昭和31年）1月23日に一斉に指定を解除された。解除後に都道府県から天然記念物の指定を受けたものや、その後国から再指定を受けたものも存在する。
なお、山口県の岩屋観音窟は、昭和9年（1934年）に第二類として指定を受けながら、現在まで指定が継続している唯一の事例である。
下記の天然記念物は、1956年1月23日に一斉に指定を解除された。
- 中頓別鍾乳洞〔北海道枝幸郡中頓別村〕昭和13年指定。現・北海道指定天然記念物
- 出流原弁天池〔栃木県佐野市〕昭和13年指定。現・栃木県指定天然記念物
- 神戸岩〔東京都西多摩郡檜原村〕昭和9年指定。現・東京都指定天然記念物
- 熊野浦の獅子巌〔三重県熊野市〕昭和10年指定。昭和33年再指定（獅子岩）。
- 雲見の滝〔島根県雲南市〕昭和10年指定。現・島根県指定天然記念物
- 鑪崎及び松島磁石石〔島根県益田市〕昭和12年指定。現・島根県指定天然記念物